# Angelo Dell’Acqua

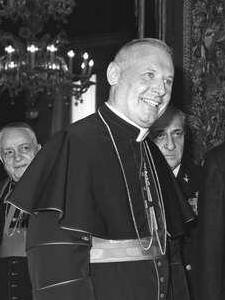
Angelo Kardinal Dell’Acqua (1968)

Kardinalswappen

Angelo Kardinal Dell’Acqua OSsCA (* 9. Dezember 1903 in Sesto Calende bei Mailand; † 27. August 1972 in Lourdes) war ein Ordenspriester (Ambrosianer), Kurienmitarbeiter und späterer Kurienkardinal der römisch-katholischen Kirche.

## Leben
Angelo Dell’Acqua, Sohn einer Mailänder Arbeiterfamilie, verbrachte seine Schulzeit am bischöflichen Knabenseminar in Monza und besuchte anschließend das Priesterseminar in Mailand, wo er in Theologie promovierte. Am 19. Dezember 1925 empfing er die Diakonenweihe und wurde am 9. Mai 1926 in der Kirche S. Bernardino in Sesto Calende durch den Mailänder Erzbischof Eugenio Kardinal Tosi OSsCA, zum Priester geweiht. Gleichzeitig trat er der Kongregation der Oblaten von St. Ambrosius und Karl Borromäus bei, welcher auch der Erzbischof von Mailand angehörte, und wurde dessen Sekretär. Nach Tosis Tod 1929 studierte er bis 1931 Kanonisches Recht an der Gregoriana in Rom und trat nach erneuter Promotion unter Ernennung zum päpstlichen Geheimkämmerer in den diplomatischen Dienst des Heiligen Stuhls ein. Er wurde als Sekretär der Apostolischen Delegatur nach Istanbul entsandt und war dort Mitarbeiter von Angelo Giuseppe Roncalli, dem späteren Papst Johannes XXIII., der damals als Apostolischer Delegat in der Türkei tätig war. 1935 kehrte Angelo Dell’Acqua nach Rom zurück und wurde Rektor des Päpstlichen Rumänischen Kollegs Pio Romeno. 1936 wurde er zum Päpstlichen Hausprälaten ernannt.
Ab 1938 war Dell’Acqua für das Staatssekretariat tätig, wo er während des Zweiten Weltkriegs dem Kardinalstaatssekretär Luigi Maglione und dessen Stellvertreter Giovanni Battista Montini, dem späteren Papst Paul VI., zuarbeitete. Nur eine Woche nach Öffnung vatikanischer Archive im März 2020 wurden Dokumente gefunden, die Hubert Wolf zufolge zeigen, dass Dell’Acqua im Jahr 1942 Informationen über die Ermordung der europäischen Juden durch das nationalsozialistische Deutschland in Zweifel gezogen habe und dabei antisemitische Stereotype benutzt haben soll. Auch im Herbst 1943, während der deutschen Aktionen gegen die Juden in Rom, äußerte er sich intern verärgert über den hohen Stellenwert, den das Schicksal der italienischen Juden in der täglichen Arbeit des Staatssekretariats zu dieser Zeit einnahm. Nach Gesprächen mit dem Kapuziner und Judenretter Père Marie-Benoît notierte Dell’Acqua am 20. November 1943: „Ich habe Père Benoît Marie <sic!> mehrmals ermahnt (und beim letzten Mal sehr deutlich), in seiner Sorge um die Juden mehr Vorsicht walten zu lassen. … Unglücklicherweise scheint er auf den bescheidenen Rat, den man ihm erteilt, nicht hören zu wollen.“ So war es. Glücklicherweise kümmerte sich Père Marie-Benoît nicht um Dell’Acquas Vorhaltungen, sondern rettete weiterhin Juden.
1950 wurde er beigeordneter Untersekretär der Kongregation für außerordentliche kirchliche Angelegenheiten und am 18. Februar 1953 zum Substituten des Staatssekretariats für die ordentlichen kirchlichen Angelegenheiten und Sekretär für die Chiffren ernannt. 1954 wurde er als Nachfolger Montinis zum Substituten des Vatikanischen Staatssekretariats ernannt und war als solcher ein enger Vertrauter von Papst Pius XII.
1958 ernannte ihn Papst Johannes XXIII. zum Titularerzbischof von Chalcedon. Die Bischofsweihe spendete ihm am 27. Dezember 1958 der Papst selbst; Mitkonsekratoren waren die Bischöfe Girolamo Bartolomeo Bortignon und Gioacchino Muccin. Dell’Acqua war maßgeblich an der Vorbereitung von Beschlussvorlagen für das Zweite Vatikanische Konzil seitens der Römischen Kurie beteiligt, die nach Beginn des Konzils, an dessen Beratungen er als Konzilsvater auch selbst teilnahm, von den Konzilsvätern jedoch sämtlich verworfen wurden.
1967 nahm ihn Papst Paul VI. als Kardinalpriester mit der Titelkirche Santi Ambrogio e Carlo in das Kardinalskollegium auf und ernannte ihn zum ersten Präfekten der Präfektur für die ökonomischen Angelegenheiten des Heiligen Stuhls. Kardinal Dell’Acqua nahm an den Bischofssynoden von 1967, 1969 und 1971 teil. 1968 wurde er Kardinalvikar, also Stellvertreter des Papstes in seiner Funktion als Bischof von Rom, und 1970 als Nachfolger von Benedetto Aloisi Masella Erzpriester der Patriarchalbasilika San Giovanni in Laterano. Er nahm als päpstlicher Gesandter an der Beerdigung von Senator Robert F. Kennedy am 8. Juni 1968 teil.
Angelo Dell’Acqua wurde nach seinem Tod bei einer Wallfahrt nach Lourdes auf dem Friedhof seines Geburtsortes Sesto Calende im Familiengrab bestattet. 1997 wurden seine Überreste in die Propsteikirche S. Bernardino in Sesto Calende übergeführt.

## Ehrungen
- 1953: Großoffizier des Verdienstordens der Italienischen Republik
- 1953: Großkreuz des Verdienstordens der Bundesrepublik Deutschland
- 1954: Großkreuz des Verdienstordens der Italienischen Republik
- 1965: Großkreuz des Ordens des Infanten Dom Henrique
- Großes Silbernes Ehrenzeichen am Bande für Verdienste um die Republik Österreich
- Ehrendoktorwürden von Loyola University Chicago, University of Chicago und Fordham University (alle 1968)